# Zoran Tegeltija
Zoran Tegeltija (n. 29 septembrie 1961, Mrkonjić Grad, Republika Srpska, Bosnia și Herțegovina) este un politician sârb bosniac care este cel de-al zecelea președinte al Consiliului de Miniștri al Bosniei și Herțegovinei din decembrie 2019. A fost ministru de finanțe al Republicii Srpska din 2010 până în 2018 și primar al Mrkonjić Grad din 2004 până în 2010. Tegeltija este membru al Alianței Social Democraților Independenți (ASDI).
A absolvit Școala de Economie și Afaceri în cadrul Universității din Sarajevo în 1986 și ulterior a lucrat în serviciile vamale. Tegeltija a fost ales în Adunarea Națională a Republicii Srpska în 2000. În 2004, a fost ales primar al Mrkonjić Grad și reales în 2008. În 2010, Aleksandar Džombić l-a numit ministru al finanțelor Republicii Srpska. Tegeltija a ocupat funcția de ministru al finanțelor până când în 2018 s-a format guvernul condus de Radovan Višković.
În 2019, a fost numit președinte al Consiliului de Miniștri, după alegerile generale din 2018.